# 第二十二德尤塔卢斯军团
第二十二德尤塔卢斯军团（英語：Legio XXII Deiotariana）古罗马军队建制名称。约于公元前48年建立并存在至约公元135年。该军团曾先后参加泽拉战役等一系列相关军事活动，具有重要地影响与积极意义。